# Locomotiva JŽ 363
La locomotiva 363 delle ferrovie jugoslave (JŽ), in seguito delle ferrovie slovene (SŽ), è una locomotiva elettrica costruita dalla francese Alstom dal 1975 al 1977 basandosi sul progetto della locomotiva CC 6500 delle ferrovie francesi (SNCF).
Furono ordinate per il servizio sulle linee ferroviarie del nord della Jugoslavia elettrificate a corrente continua con tensione di 3 kV.
Con la disgregazione della Jugoslavia tutte le macchine passarono alle ferrovie slovene (SŽ).

## Galleria d'immagini

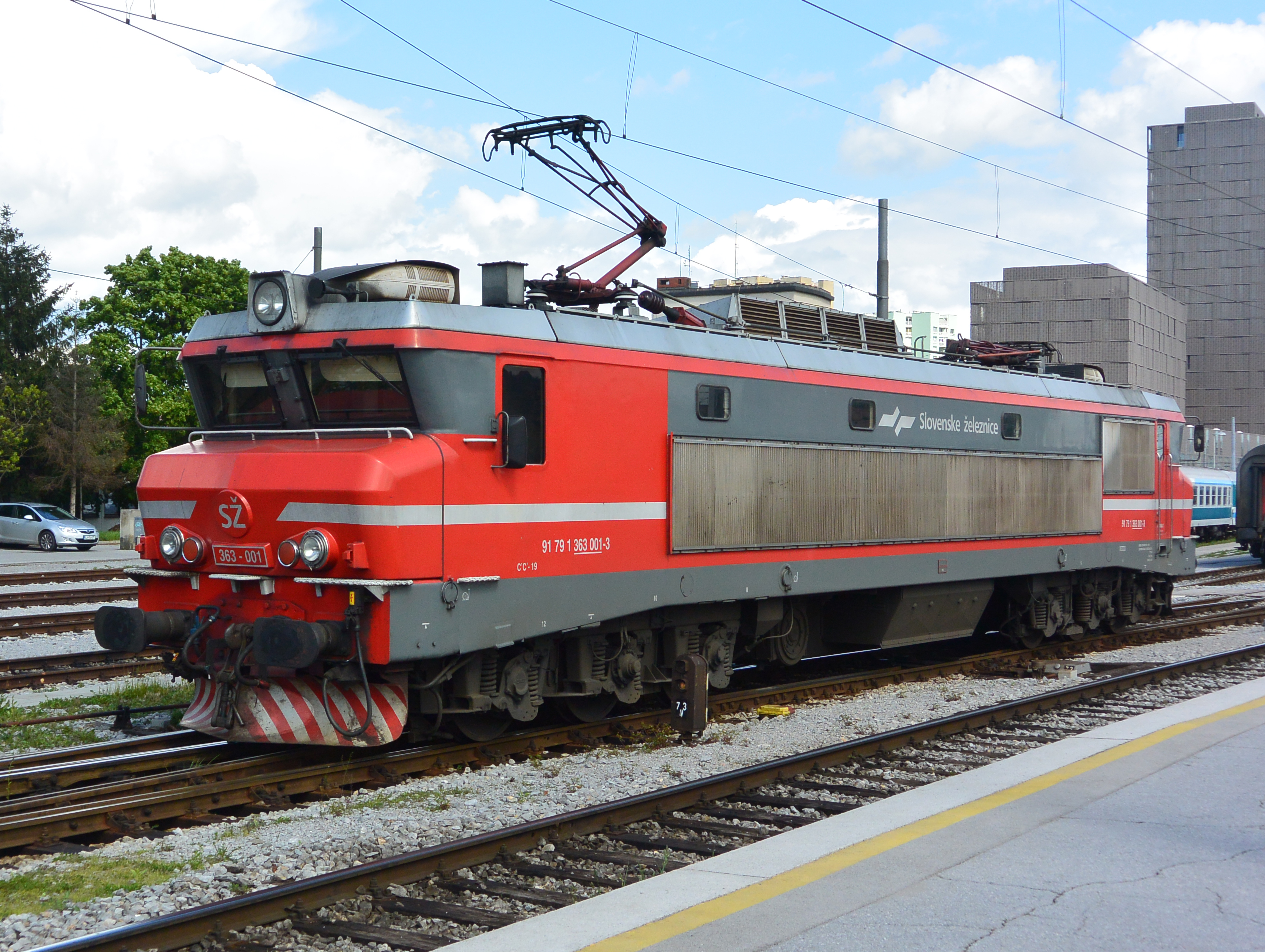
Locomotiva 363-001 nell'attuale livrea rossa delle ferrovie slovene
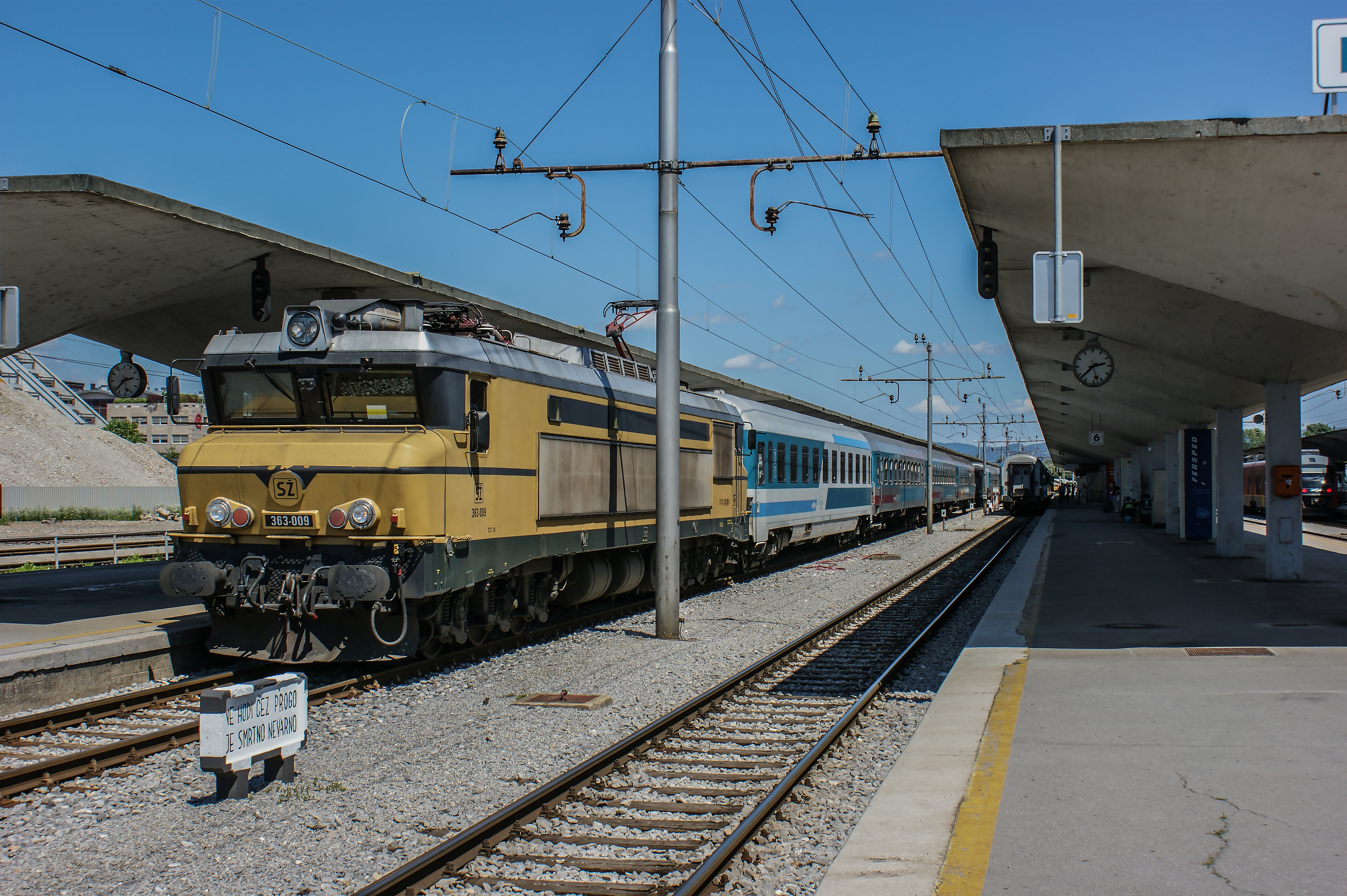
Locomotiva 363-009 nella stazione di Lubiana nel 2009